# Dina Sassoli
Dina Sassoli (Rimini, 15 de agosto de 1920 – Roma, 24 de marzo de 2008) fue una actriz italiana, conocida sobre todo por sus trabajos con el director Mario Camerini.

## Biografía
Debutó muy joven con tan sólo 19 años y dos años después protagonizó la película de 1941 Los novios de Mario Camerini. Su interpretación de Lucia la convierte en una de las divas más conocidas del cine italiano en el período fascista y también conocida fuera de las fronteras nacionales.
Se casó en 1941 con Silvano Castellani, un periodista antifascista que murió en 1945, y por esos años abandonó temporalmente el cine. Fue famosa su atormentada historia de amor con Massimo Serato quien finalmente la dejó por Anna Magnani.
Regresó al cine en la posguerra y en los años cincuenta se dedicó al teatro.
Participó en cerca de cincuenta películas con directores de la talla de Luigi Comencini, Giuseppe Bertolucci, Giuliano Montaldo, Mario Mattoli, Alberto Lattuada, Camillo Mastrocinque o Alessandro Blasetti y trabajó con actores de la talla de Eduardo De Filippo, Peppino De Filippo, Vittorio De Sica, Aldo Fabrizi, Gino Cervi, Aroldo Tieri, Massimo Girotti, Eleonora Rossi Drago, Cesco Baseggio, Valentina Cortese, Clara Calamai, Amedeo Nazzari, Ruggero Ruggeri, Antonio Centa.
También trabajó en teatro con grandes compañías junto a actores de la talla de Vittorio Gassman, Anna Proclemer, Gino Cervi y Gabriele Lavia.
En televisión debe ser recordada sobre todo por su actuación en el drama televisivo de 1972 Hermanas Materassi dirigido por Mario Ferrero.

## Filmografía

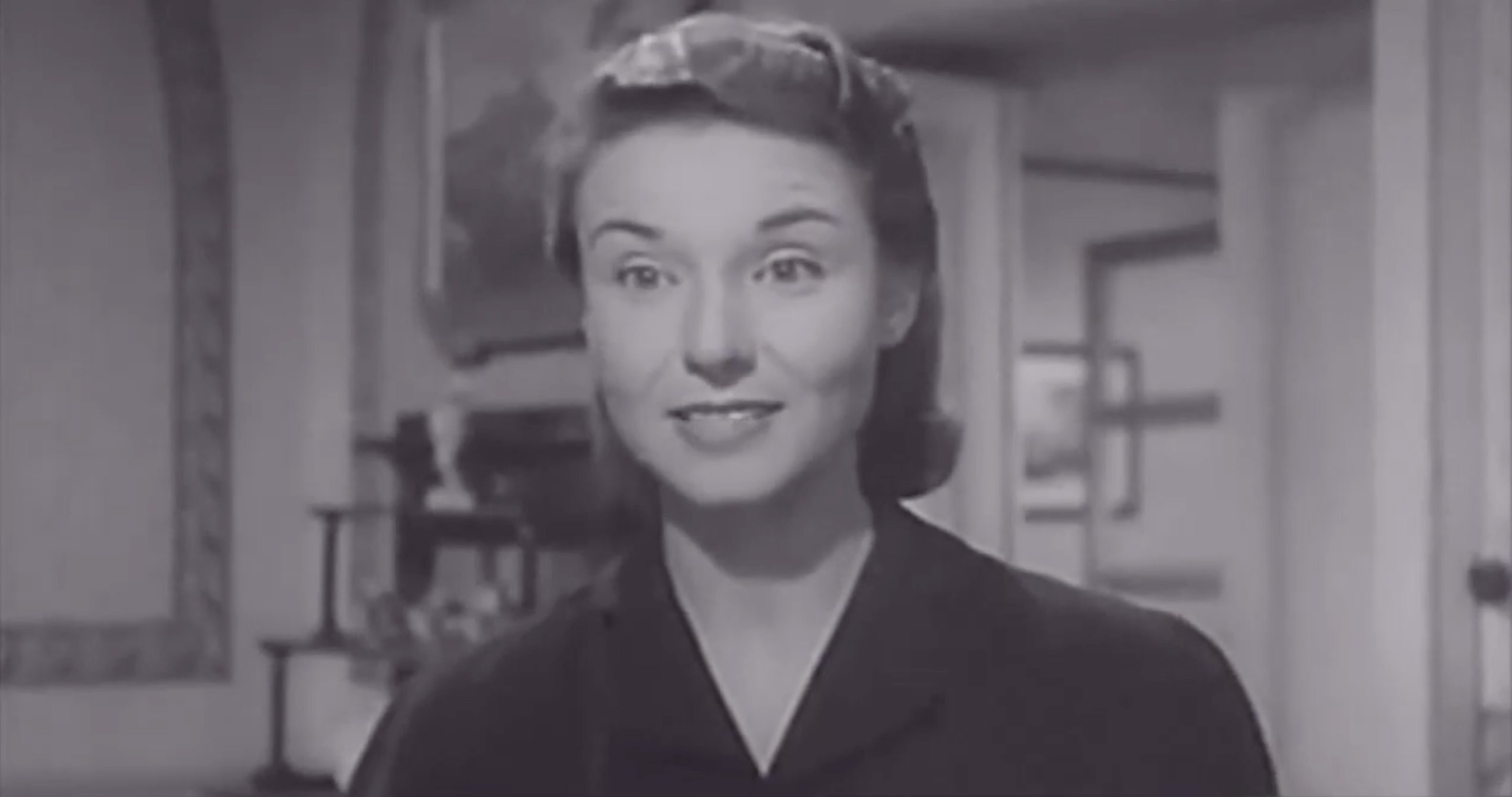
Dina Sassoli en Signorinella (1949)

- Papà Lebonnard, de Jean de Limur (1939)
- Io, suo padre, de Mario Bonnard (1939)
- Follie del secolo, de Amleto Palermi (1939)
- Alessandro, sei grande!, de Carlo Ludovico Bragaglia (1940)
- Kean, de Guido Brignone (1940)
- Miseria e nobiltà, de Corrado D'Errico (1940)
- Los novios (I promessi sposi), de Mario Camerini (1941)
- Capitan Tempesta, de Corrado D'Errico (1942)
- Il leone di Damasco, de Corrado D'Errico y Enrico Guazzoni (1942)
- Colpi di timone, de Gennaro Righelli (1942)
- Perdizione, de Carlo Campogalliani (1942)
- La morte civile, de Ferdinando Maria Poggioli (1942)
- Don Giovanni, de Dino Falconi (1942)
- Nessuno torna indietro, de Alessandro Blasetti (1943)
- Canto, ma sottovoce..., de Guido Brignone (1945)
- Due lettere anonime, de Mario Camerini (1946)
- Felicità perduta, de Filippo Walter Ratti (1946)
- Pian delle stelle, de Giorgio Ferroni (1946)
- Un giorno nella vita, de Alessandro Blasetti (1946)
- Umanità, de Jack Salvatori (1946)
- Il cavaliere del sogno, de Camillo Mastrocinque (1946)
- La mascotte dei diavoli blu, de Carlo Baltieri (1948)
- El molino del Po (Il mulino del Po), de Alberto Lattuada (1948)
- Rondini in volo, de Luigi Capuano (1949)
- Signorinella, de Mario Mattoli (1949)
- La roccia incantata, de Giulio Morelli (1949)
- Cameriera bella presenza offresi..., de Giorgio Pàstina (1951)
- L'ultima sentenza , de Mario Bonnard (1951)
- Los hijos no se venden (I figli non si vendono), de Mario Bonnard (1952)
- La morte è discesa troppo presto (L'Envers du paradis), de Edmond Greville (1953)
- Tormento di anime, de Cesare Barlacchi (1953)
- La prigioniera di Amalfi, de Giorgio Cristallini (1954)
- Scaramouche, de Daniele D'Anza (1965)
- Rosina Fumo viene in città... per farsi il corredo, de Claudio Gora (1972)
- Fratello ladro, de Pino Tosini (1972)
- L'Agnese va a morire, de Giuliano Montaldo (1976)
- Circuito chiuso, de Giuliano Montaldo (1978)
- Una mujer italiana (Oggetti smarriti), de Giuseppe Bertolucci (1980)
- Eugenio, un niño sin amor (Voltati Eugenio), de Luigi Comencini (1980)
- La Storia, de Luigi Comencini (1986)